# Stand Up for Love
„Stand Up for Love (2005 World Children's Day Anthem)” – singiel amerykańskiego zespołu Destiny’s Child, który promuje pożegnalną składankę #1's z największymi przebojami tria oraz Exclusive Bonus CD Sampler. Twórcami piosenki są David Foster i Amy Foster-Gillies.

## Historia
Inspiracją do napisania piosenki była tragedia po przejściu huraganu Katrina i wołanie o pomoc dla poszkodowanych.

## Inne wersje singla
- „Stand Up For Love” (Single Edit)
- „Stand Up For Love” (Instrumental)
- „Stand Up For Love” (Acapella)
- „Stand Up For Love” (Junior's Roxy Remix)
- „Stand Up For Love” (Junior Vasquez Roxy Anthem Remix)
- „Stand Up For Love” (Junior Vasquez Roxy Dub Mix)
- „Stand Up For Love” (Maurice Joshua Nu Anthem Mix)
- „Stand Up For Love” (Maurice Joshua Nu Soul Mix)

## Pozycje na listach przebojów
| Lista (2005)                  | Najwyśza pozycja |
| ----------------------------- | ---------------- |
| Japanese J-Wave Tokio Hot 100 | 1                |